# Má Sài Gòn
 (janvier 2024).
Pour plus de détails, voir Fiche technique et Distribution.
Má Sài Gòn (Mère Saigon) est un film documentaire québécois réalisé par Khoa Lê, sorti en 2023.

## Synopsis
Le cinéaste vietnamien Khoa Lê retourne dans son pays d’origine pour plonger au cœur de la communauté 2SLGBTQIA+ locale et explorer les liens affectifs qui la soudent. Má Sài Gòn (Mère Saigon) tisse une mosaïque de portraits intimes dépeignant une Saigon vibrante aux couleurs éclatantes de la communauté queer. Derrière leur flamboyance, les personnages partagent en toute complicité des rêves communs d’amour, d’acceptation et d’appartenance. Le film célèbre avec éloquence l’authenticité et la puissance des rapports humains au sein d’une société à la fois oppressive et libératrice.  

## Fiche technique
- Titre: Má Sài Gòn (Mère Saigon)
- Titre anglais ou international: Má Sài Gòn (Mother Saigon)
- Réalisation: Khoa Lê
- Scénario: Khoa Lê et Jonathan Bernier
- Images: Mathieu Laverdière
- Son: Lynne Trepanier et Nguyên Ngoc Tân
- Conception sonore: Simon Gervais
- Montage image: Isabelle Darveau et Ariane Pétel-Despots
- Musique: Marie-Hélène L. Delorme
- Production: Khoa Lê
- Société de production: Les Films de L'autre
- Distribution: Les Films du 3 Mars
- Pays d'origine: Canada (Québec)
- Langue originale: vietnamien
- Genre: documentaire
- Durée: 98 minutes
- Date de sortie:
  - Monde: 22 avril 2023 (Visions du Réel)
  - Canada: 2 février 2024

## Distinctions

### Récompenses
- Prix du jury des détenues aux Rencontres internationales du documentaire de Montréal
- Prix spécial du jury de la compétition nationale longs métrages des Rencontres internationales du documentaire de Montréal
- Prix Colin Low pour meilleur réalisateur canadien au DOXA Documentary Film Festival (en)

### Nominations et sélections
- Rencontres internationales du documentaire de Montréal 2023: Sélection officielle[2]
- Visions du Réel 2023: Sélection officielle
- Hot Docs 2023: Sélection officielle[3]
- DOXA Documentary Film Festival 2023: Sélection officielle[4]
- Fringe! Queer Film and Arts Fest 2023: Sélection officielle
- MiX International LGBTQ+ Film Festival 2023: Sélection officielle
- NewFest's - New York LGBTQ+ Film Festival 2023: Sélection officielle[5]
- ICI Vietnam Festival 2023: Sélection officielle
- Festival Si loin, si proche 2024: Sélection officielle
- Girls Don't Cry Film Festival 2024: Sélection officielle